# Espen Eskås
Espen Eskås (24 juni 1988) is een Noors voetbalscheidsrechter. Hij werd vanaf 2017 opgenomen door FIFA en UEFA en fluit sindsdien internationale wedstrijden. Hij is ook actief in de UEFA Youth League.
Op 6 juli 2017 maakte Eskås zijn debuut in Europees verband tijdens een wedstrijd tussen B36 Tórshavn en Nõmme Kalju FC in de voorrondes van de UEFA Europa League. De wedstrijd eindigde op 1–2.
Zijn eerste interland floot hij op 9 september 2019 toen Letland 0–2 verloor tegen Noord-Macedonië.

## Interlands
| Datum            | Plaats        | Wedstrijd                 | Uitslag | Competitie           | Kreeg geel | Kreeg voor de tweede keer geel en dus rood | Weggestuurd |
| ---------------- | ------------- | ------------------------- | ------- | -------------------- | ---------- | ------------------------------------------ | ----------- |
| 9 september 2019 | Riga, Letland | Letland – Noord-Macedonië | 0 – 2   | Kwalificatie EK 2020 | 7          | 0                                          | 0           |

Laatste aanpassing op 10 september 2019